# Xú Jīng
Pour les articles homonymes, voir Xu Jing.
Dans ce nom chinois, le nom de famille, Xu, précède le nom personnel.
Xú Jīng (chinois simplifié : 徐晶), née le 6 septembre 1990 dans la province du Shandong, est une archère chinoise.

## Biographie
Xú Jīng remporte avec Fang Yuting et Cheng Ming la médaille d'argent par équipes aux Jeux olympiques d'été de 2012 à Londres.